# Invasione della Jugoslavia

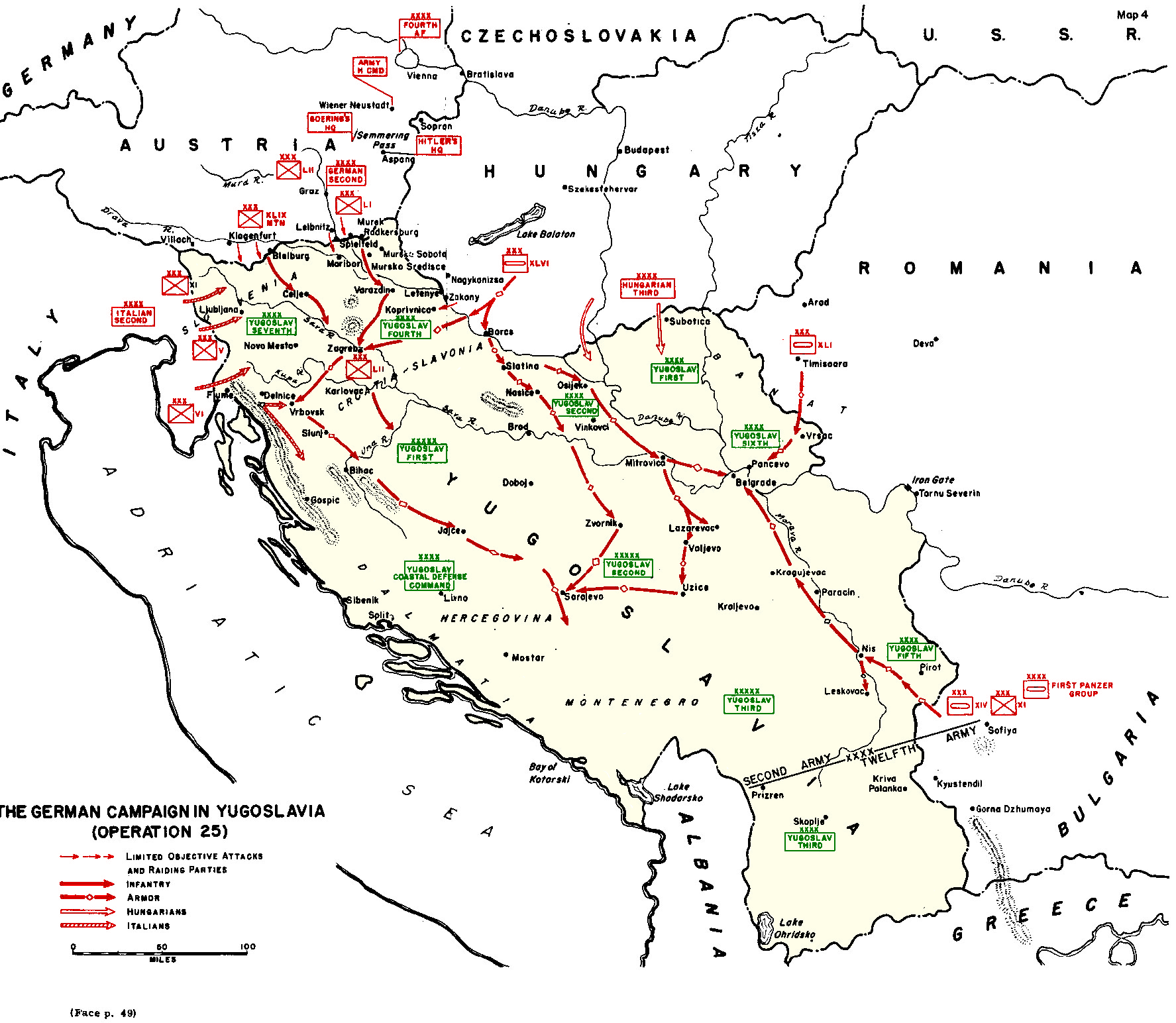
La situazione in Europa prima della campagna dei Balcani e le fasi dell'invasione

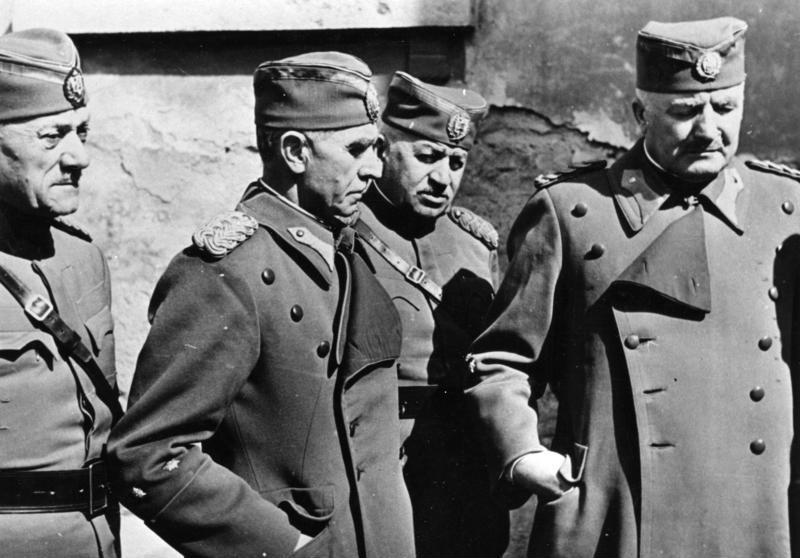
Ufficiali jugoslavi catturati prima della loro deportazione in Germania

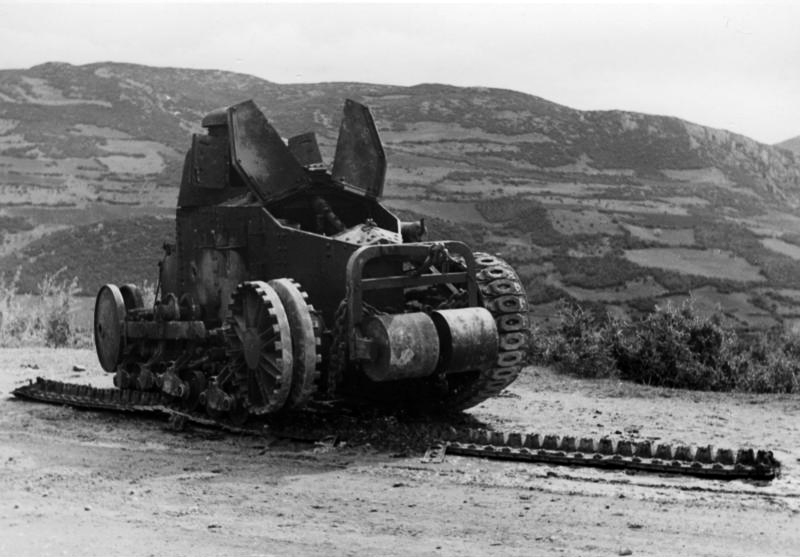
Renault FT jugoslavo distrutto

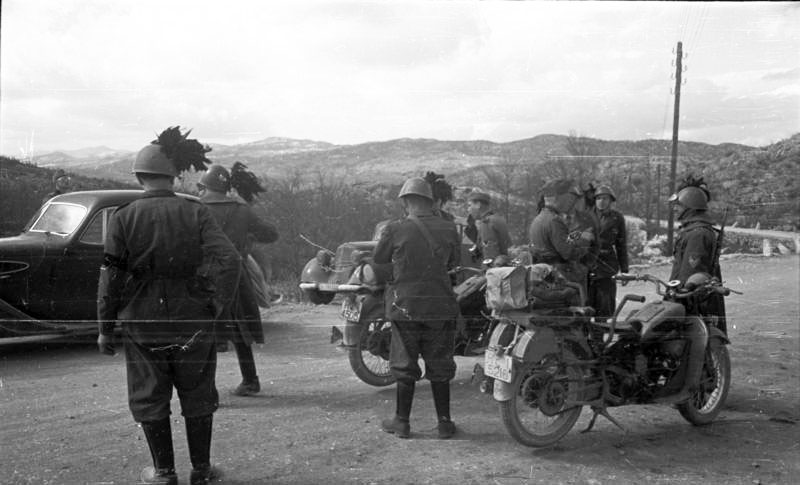
Bersaglieri italiani durante l'invasione

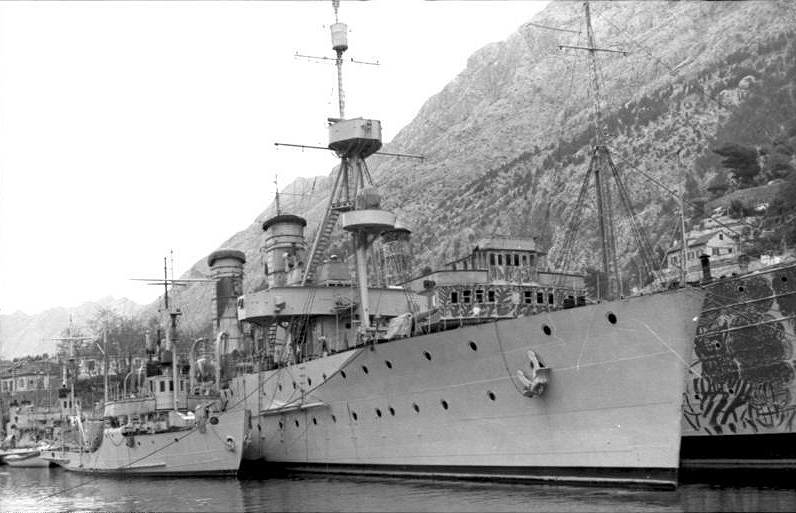
Navi della marina jugoslava catturate dalla Regia Marina italiana nell'aprile 1941. Da sinistra: il posamine leggero Mljet, l'incrociatore leggero Dalmacija (ribattezzato Cattaro) e il posamine Meljine.

L'invasione della Jugoslavia (chiamata anche guerra d'aprile soprattutto dalla storiografia jugoslava e identificata con il nome in codice Operazione 25 dall'Asse) fu l'attacco sferrato dalle potenze dell'Asse contro il Regno di Jugoslavia durante la seconda guerra mondiale.
Adolf Hitler, interessato ad organizzare una grande campagna militare nei Balcani per aiutare l'alleato Benito Mussolini nell'invasione italiana della Grecia e consolidare la situazione strategica della Germania nazista, decise, il 27 marzo 1941, di dare inizio all'invasione dopo aver appreso di un colpo di Stato a Belgrado da parte di militari favorevoli alla Gran Bretagna.
La campagna, iniziata il 6 aprile seguente con un devastante bombardamento aereo della Luftwaffe sulla capitale jugoslava, fu caratterizzata dalla rapida e agevole avanzata delle Panzer-Division tedesche, che sbaragliarono ogni resistenza; l'esercito jugoslavo si disgregò e lo Stato, minato anche da profondi contrasti politici ed etnici interni, si dissolse.
La Wehrmacht diede una nuova impressionante dimostrazione di superiorità militare e Hitler e i suoi alleati poterono frantumare il territorio jugoslavo, organizzare governi collaborazionisti e dare inizio all'invasione tedesca della Grecia, ma sul territorio si sviluppò rapidamente una guerriglia nazionalista e monarchica, seguita quindi dalla crescente azione dei partigiani comunisti di Josip Broz Tito, che avrebbero ben presto messo in notevole difficoltà le truppe occupanti dell'Asse.

## Il contesto storico

### Neutralità jugoslava
Il Regno di Jugoslavia, nato alla fine della prima guerra mondiale dalla dissoluzione dell'Impero asburgico e di quello ottomano, aveva incluso nel suo territorio popolazioni diverse per etnia, religione e costumi che iniziarono ben presto a scontrarsi tra loro: i Serbi, ortodossi, i Croati e gli Sloveni, cattolici, ed i Bosgnacchi, musulmani.
Allo scoppio della seconda guerra mondiale, la Jugoslavia si dichiarò neutrale. Con una popolazione generalmente favorevole agli Alleati, il governo jugoslavo dovette tuttavia soppesare l'importanza e la vicinanza delle potenze dell'Asse. La Germania tollerava il mantenimento della neutralità jugoslava in cambio di una crescente sottomissione economica, disapprovata da Gran Bretagna e Francia. L'obiettivo tedesco nell'area fino al 1940 fu quello di mantenere la pace per continuare a ricevere dalla Jugoslavia le materie prime cruciali per la sua industria bellica, in particolare il petrolio rumeno che veniva trasportato sul Danubio al Reich. L'entrata in guerra dell'Italia il 10 giugno 1940 complicò la posizione jugoslava. L'iniziale veto di Hitler ad un attacco alla Jugoslavia fu tra i motivi che portarono Mussolini ad attaccare la Grecia con l'obiettivo di estendere la sua influenza nei Balcani.
L'inizio della guerra greco-italiana alla fine dell'ottobre 1940, cui l'alto comando italiano si oppose invano, portò il secondo conflitto mondiale nei Balcani. L'esercito reale greco sorprese il mondo, non solo fermando l'esercito italiano, ma respingendolo in Albania, allora occupata dagli italiani, durante la seconda settimana di novembre. Hitler stava in quel momento preparando l'operazione Barbarossa, l'invasione dell'Unione Sovietica in violazione del patto di non aggressione firmato con essa, che si pensava dovesse cominciare nel maggio 1941. L'arrivo della Royal Air Force britannica a sostegno della Grecia lo allarmò, poiché dalle basi aeree da cui partivano gli aerei britannici per consegnare i rifornimenti ai greci potevano anche bombardare i pozzi petroliferi rumeni. Di fronte alla minaccia per i loro piani di campagna ad est, i tedeschi decisero di invadere la Grecia; per far ciò avevano bisogno del permesso di jugoslavi e bulgari: infatti dovevano attraversare questi due Paesi per raggiungere la penisola ellenica. Ciò complicò ulteriormente il mantenimento della neutralità jugoslava. Nel suo dialogo con il ministro degli esteri jugoslavo del 28 novembre, Hitler espresse la sua intenzione di intervenire in Grecia, il suo desiderio che la Jugoslavia aderisse al Patto tripartito e la sua disponibilità a cedere Salonicco alla Jugoslavia in cambio del loro aiuto nella campagna, ma non riuscì a convincere gli jugoslavi. La partecipazione jugoslava interessava i comandanti tedeschi anche a causa dell'assenza di ferrovie tra Bulgaria e Grecia, il che rese la linea Salonicco-Belgrado importante per il rapido dispiegamento tedesco e il ritiro delle forze per poter partecipare successivamente all'invasione dell'URSS. Un nuovo incontro con i rappresentanti jugoslavi il 14 febbraio si concluse nuovamente senza un accordo.
Preparandosi a intervenire in Grecia (con la cosiddetta operazione Marita, studiata alla fine del 1940, che prevedeva un intervento della Wehrmacht nei Balcani con 17 divisioni, tra cui 4 Panzer-Division), Hitler riuscì a convincere i tre regni di Ungheria, Romania e Bulgaria (quest'ultima solo il 1º marzo 1941) a unirsi alle forze dell'Asse attraverso vari patti di alleanza. L'ingresso della 12ª armata tedesca in Bulgaria per partecipare all'assalto alla Grecia aumentò anche la minaccia militare alla Jugoslavia. Nel gruppo dei nuovi alleati mancava solo la Jugoslavia e Hitler cercò di attirarla anche con la diplomazia. La disperata situazione esterna (senza alleati efficaci nella regione) e interna (tensioni nazionaliste, instabilità del governo, incapacità di difendere efficacemente i confini e le regioni più industrializzate) finirono per convincere il reggente Paolo della convenienza di accettare le proposte tedesche. I tentativi di ottenere un aiuto efficace dalla Gran Bretagna o dagli Stati Uniti non avevano avuto successo. La crescente pressione tedesca affinché il paese si unisse all'Asse fu seguita da rinnovati ma futili tentativi jugoslavi di ottenere aiuti militari dagli alleati.
Il 27 febbraio la Jugoslavia aveva cercato di contrastare parzialmente la pressione tedesca firmando un trattato di amicizia con l'Ungheria, che voleva l'accordo con la Jugoslavia come mezzo di collegamento con gli alleati e come contrappeso alla crescente influenza tedesca a Budapest. L'alto comando ungherese, al contrario, si era espresso favorevolmente nell'estate del 1940 a partecipare a possibili operazioni militari contro la Jugoslavia, nonostante il rifiuto del primo ministro Pál Teleki, che aveva rafforzato i rapporti con la Jugoslavia.
La promessa di concessioni territoriali a spese della Jugoslavia, tuttavia, riuscì a convincere il reggente Miklós Horthy a collaborare con la Germania; Teleki si suicidò per protesta il 3 aprile, ma il suo successore, László Bárdossy, continuò i preparativi ungheresi per la campagna contro la Jugoslavia. Il 29 marzo il generale tedesco Friedrich Paulus era arrivato a Budapest per coordinare le operazioni con il comando ungherese con il permesso del reggente, che l'aveva concesso il giorno precedente, dopo aver ricevuto il messaggio di Hitler con la promessa di territori. Dopo il suicidio di Teleki, il reggente ungherese chiese e ottenne dai tedeschi il permesso di ridurre il numero di truppe che avrebbero dovuto partecipare all'invasione e di farlo solo quando la Jugoslavia si sarebbe disintegrata con la proclamazione dell'indipendenza croata.
Già il 5 marzo l'ambasciata britannica a Belgrado iniziò a consigliare ai suoi cittadini di lasciare la Jugoslavia. Il 12 marzo, a causa dell'aumento della tensione, furono convocati più di un milione di uomini. Il 17, il governo tedesco chiese la consegna delle riserve di cibo dell'esercito jugoslavo per le sue truppe di stanza in Bulgaria. Di fronte alla continua esitazione jugoslava, il ministro degli esteri tedesco presentò un ultimatum: la Germania chiese il chiarimento della posizione jugoslava entro il 25 marzo. Il 24 il reggente e il governo decisero di firmare il patto con la Germania e il primo ministro Dragiša Cvetković e il ministro degli affari esteri partirono per Vienna, accompagnati dall'ambasciatore tedesco. I tedeschi avevano fatto delle concessioni per facilitare la firma jugoslava: garantirono la sovranità e l'integrità jugoslava e s'impegnarono a non richiedere aiuti militari durante la guerra o a richiedere il passaggio delle loro truppe attraverso il territorio jugoslavo.

### Adesione al Patto tripartito, golpe jugoslavo e decisione di invadere la Jugoslavia
Il 25 marzo 1941, dopo pesanti pressioni e la promessa del porto di Salonicco in Grecia, il governo jugoslavo aderì al Patto tripartito. Nella stessa giornata venne presa anche la decisione di ritardare l'operazione Barbarossa di quattro settimane per consentire l'invasione della Grecia. Il patto, però, ebbe breve durata: nella notte tra il 26 ed il 27 marzo un gruppo di ufficiali serbi, contrari all'intesa con la Germania nazista, rovesciarono con un colpo di Stato il governo del primo ministro Cvetković e del reggente Paolo. Sul trono salì il giovane Pietro II, che affidò l'incarico di formare un nuovo governo al generale Simović.
Subito vennero preparati nuovi piani; il 27 marzo Hitler firmò la "Direttiva n. 25", che stabiliva gli obiettivi e le linee strategiche dell'invasione della Jugoslavia.

## Le forze in campo

### Jugoslavia
L'esercito jugoslavo disponeva di circa 30 divisioni di fanteria e 3 di cavalleria, oltre a qualche reggimento corazzato; era forte di 850000 uomini, ma era sparso per 2880 km di frontiera. Il I. Gruppo d'Armate, al comando del generale Milorad Petrović, era attestato lungo i confini con l'Italia e l'Austria, il II. Gruppo d'Armate del generale Milutin Nedić lungo i confini con l'Ungheria e la Romania e il III. Gruppo d'Armate del generale Milan Nedić lungo il confine rumeno meridionale, con la Bulgaria, la Grecia e l'Albania.
L'aeronautica jugoslava non era ben equipaggiata. Contava solo 47 aerei da caccia Hawker Hurricane di costruzione inglese, quasi uguali come potenza ai più conosciuti Supermarine Spitfire, ma meno maneggevoli, e 73 Messerschmitt Bf 109.
Il difetto principale, che condizionò l'andamento delle operazioni in modo negativo per il giovane Regno di Jugoslavia, fu la mancata nazionalizzazione del suo esercito: i reggimenti non erano ad etnia mista ed erano, nella maggioranza, comandati da ufficiali e da sottufficiali di etnia serba.

### Germania
Le forze della Wehrmacht dislocate nei Balcani erano organizzate in due armate e in un gruppo corazzato. La 2. Armee di Maximilian von Weichs comprendeva 5 divisioni di fanteria, due divisioni corazzate, una divisione da montagna e una motorizzata; era di base in Ungheria. La 12. Armee di Wilhelm List e il 1. Panzergruppe di von Kleist comprendevano 5 divisioni di fanteria, 3 da montagna, 4 corazzate, una motorizzata, oltre a forze delle SS (la brigata motorizzata "Leibstandarte" e la divisione "Das Reich") e reparti d'élite, come il reggimento di fanteria motorizzato "Grossdeutschland" e la brigata corazzata "Hermann Göring".
La Luftwaffe, inoltre, fornì il supporto aereo necessario, schierando la IV. Armata aerea, forte di 1 200 velivoli.

### Italia
L'Italia partecipò alle fasi dell'invasione partendo dalle proprie basi in Venezia Giulia ed Istria, da Zara e dall'Albania. Dai documenti militari dell'epoca risulta che ebbe inizio la guerra in Balcania, non riconoscendo con questa definizione il legittimo Regno di Jugoslavia.
A nord era schierata la 2ª Armata (9 divisioni di fanteria, 4 motorizzate e 1 corazzata) sotto il comando del generale Vittorio Ambrosio, con obiettivo Lubiana e la discesa lungo la costa dalmata. A Zara vi era una guarnigione di 9000 uomini, al comando del generale Emilio Giglioli, che allo scoppio delle ostilità si diresse su Sebenico e su Spalato per giungere a Ragusa il 17 aprile; infine dall'Albania vennero impegnate 4 divisioni della 9ª Armata sotto il comando del generale Alessandro Pirzio Biroli..

### Ungheria
L'Ungheria prese parte agli scontri, a partire dall'11 aprile, con la 3. Armata (8 divisioni di fanteria e 2 brigate motorizzate) al comando del generale Elemér Gorondy-Novak, occupando la Voivodina e puntando su Novi Sad.

## L'attacco

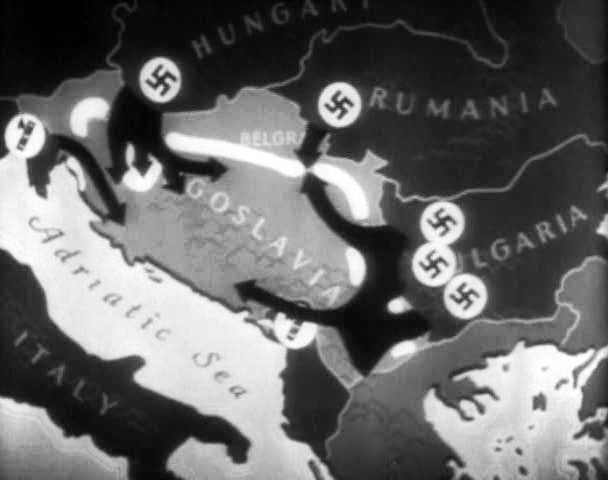
Un'immagine sull'invasione della Jugoslavia da parte dell'Asse tratta dalla serie Why We Fight

Alle 5:15 del 6 aprile 1941 i tedeschi entrarono nel Regno di Jugoslavia; il piano prevedeva che la 12. Armata dalla Bulgaria muovesse verso Skopje e Monastir per impedire che l'esercito jugoslavo potesse unirsi alle truppe greche venute in suo soccorso. Due giorni dopo il 1. Panzergruppe di von Kleist doveva muovere verso Niš e Belgrado, mentre il 12 aprile la 2. Armata dall'Austria e dall'Ungheria e il XLI. Panzerkorps dalla Romania dovevano puntare verso Belgrado.
L'attacco tedesco iniziò con un massiccio bombardamento sulla capitale jugoslava, che durò due giorni consecutivi, e sull'aviazione jugoslava, che fu quasi completamente distrutta. L'avanzata dell'esercito tedesco procedette secondo i piani: il 10 aprile Zagabria era già stata occupata e i tedeschi vennero accolti come liberatori; il giorno successivo venne proclamata la costituzione dello Stato Indipendente di Croazia. Lubiana venne occupata dalle truppe italiane l'11 aprile e il giorno successivo anche Karlovac venne raggiunta dalle colonne italiane e tedesche.
A sud la 12. Armata raggiunse rapidamente i suoi obiettivi: Niš venne conquistata dai panzer di von Kleist il primo giorno senza particolari difficoltà, che procedettero poi su Kruševac, occupata il 10 aprile, per poi raggiungere Belgrado. Il 12 aprile tutte le colonne tedesche convergevano sulla capitale jugoslava, che si arrese la sera stessa dopo un colpo di mano da parte di Fritz Klingenberg della divisione delle SS "Das Reich". Ancora più a sud i tedeschi raggiunsero Skopje il 7 aprile e si ricongiunsero poi con le forze italiane provenienti dall'Albania.
L'esercito italiano, nel frattempo, con partenza da Zara, dopo sanguinosi combattimenti raggiunse Sebenico e Spalato (15 aprile), e Ragusa e Mostar (17 aprile), riunendosi ai reparti partiti dall'Albania.
L'11 aprile entrarono in campo, violando il Patto di Amicizia Eterna, anche gli ungheresi: il primo ministro ungherese conte Pál Teleki, uomo d'onore, preferì il suicidio alla fellonia.
Il 15 aprile re Pietro e il generale Simović abbandonarono il paese, rifugiandosi in Palestina; lo stesso giorno il governo del Regno di Jugoslavia avanzò una richiesta di pace e il 17 aprile il generale Danilo Kalafatović firmò l'armistizio.

### Le operazioni aeree
In seguito al colpo di Stato che aveva spodestato il governo di Belgrado il 25 marzo 1941, le forze armate jugoslave furono messe in stato di allerta, anche se l'esercito non fu completamente mobilitato per paura di provocare Hitler. Il comando della Regia aeronautica jugoslava (JKRV) decise di disperdere le sue forze lontano dalle proprie basi principali in un sistema di 50 aeroporti ausiliari che era stato precedentemente preparato. Tuttavia molti di questi campi di aviazione mancavano di impianti e avevano un drenaggio inadeguato che impedì la manutenzione di tutti gli aerei, tranne quelli più leggeri, nelle avverse condizioni meteorologiche incontrate nell'aprile del 1941.
Nonostante che la JKRV disponesse di aerei superiori a quelli di altri paesi dell'Europa orientale precedentemente occupati dalla Germania nazista, quali Polonia e Cecoslovacchia, essa non poteva semplicemente competere con la travolgente superiorità della Luftwaffe e della Regia Aeronautica in termini di numero, dislocazione tattica ed esperienza di combattimento. Ciononostante, i bombardieri e le forze marittime riuscirono a colpire bersagli in Italia, Germania (Austria), Ungheria, Romania, Bulgaria, Albania e Grecia ed attaccarono le truppe tedesche, italiane e ungheresi. Intanto, gli squadroni di caccia inflissero perdite non trascurabili ai bombardieri scortati della Luftwaffe nelle loro incursioni su Belgrado e sulla Serbia, così come ai velivoli della Regia Aeronautica mentre compivano incursioni sulla Dalmazia, la Bosnia, l'Erzegovina e il Montenegro.
Dopo 11 giorni di ostilità, con una combinazione di perdite in combattimenti aerei, perdite a terra per attacchi aerei nemici sulle basi e l'invasione di campi di aviazione da truppe nemiche, la JKRV cessò quasi di esistere, e questo nonostante che tra il 6 e il 17 aprile 1941 l'JKRV avesse ricevuto ulteriori 8 Hawker Hurricane, 6 Dornier Do 17K, 4 Bristol Blenheim, 2 Ikarus IK-2, 1 Rogožarski IK-3 e 1 Messerschmitt Bf 109 dalle locali fabbriche e industrie del settore aeronautico.
Un approfondimento particolare merita il Dornier Do 17. All'inizio della Guerra d'Aprile, la Regia aeronautica jugoslava disponeva di 60 Dornier Do 17K di progettazione tedesca, acquistati dalla Jugoslavia nel 1938 insieme alla licenza di fabbricazione. L'unico utilizzatore era il 3 vazduhoplovni puk (3º reggimento bombardieri), composto da due gruppi: il 63º Gruppo bombardieri, di stanza all'aeroporto di Petrovec, vicino a Skopje, e il 64º Gruppo bombardieri, di stanza all'aeroporto di Milesevo, vicino a Priština. Altri aeroporti ausiliari erano stati preparati per favorire la dispersione. Durante il corso delle ostilità, la fabbrica di aeromobili di Stato di Kraljevo riuscì a produrre sei aerei in più di questo tipo. Degli ultimi tre, due furono consegnati alla JKRV il 10 aprile e uno fu consegnato il 12 aprile 1941. Il 6 aprile i bombardamenti in picchiata della Luftwaffe e i combattimenti a terra distrussero 26 dei Dornier jugoslavi all'assalto iniziale agli aeroporti, ma i velivoli rimanenti furono in grado di rispondere, colpendo in modo efficace con numerosi attacchi congiunti con la marina sia le colonne meccanizzate tedesche sia gli aeroporti bulgari.
Alla fine della campagna, le perdite totali jugoslave ammontarono a 4 velivoli abbattuti in combattimenti aerei e 45 distrutti a terra Tra il 14 e il 15 aprile, i sette Do 17K rimanenti raggiunsero l'aeroporto di Nikšić in Montenegro e presero parte all'evacuazione del re Pietro II e dei membri del governo jugoslavo in Grecia. Durante queste operazioni le riserve auree jugoslave vennero anch'esse aviotrasportate in Grecia dai sette Do 17, dai Savoia Marchetti SM-79K e dai Lockheed Model 10 Electra, ma dopo aver completato la propria missione, 5 Do 17K furono distrutti a terra quando gli italiani attaccarono l'aeroporto greco di Paramitia. Solo due Do 17K scamparono alla distruzione in Grecia e più tardi si unirono alla Royal Air Force (RAF) britannica nel Regno d'Egitto.

### Il bombardamento di Belgrado
La Luftflotte 4 (4ª flotta aerea) della Luftwaffe, con una forza di sette Gruppi da combattimento (Kampfgruppen), fu assegnata alla campagna dei Balcani ed eseguì nel corso di essa uno dei suoi "colpi di forza", come li chiamava il generale Hugo Sperrle: per tre giorni bombardò Belgrado; i piloti scesero indisturbati, passando poi a volo radente per vedere se fosse rimasto qualcosa in piedi.
Hitler, infuriato per il cambio di governo jugoslavo, ordinò l'Operazione Castigo (Unternehmen Strafgericht): alle ore 7:00 del 6 aprile la Luftwaffe aprì l'ostilità con la Jugoslavia, bombardandone massicciamente la capitale.

## La spartizione della Jugoslavia

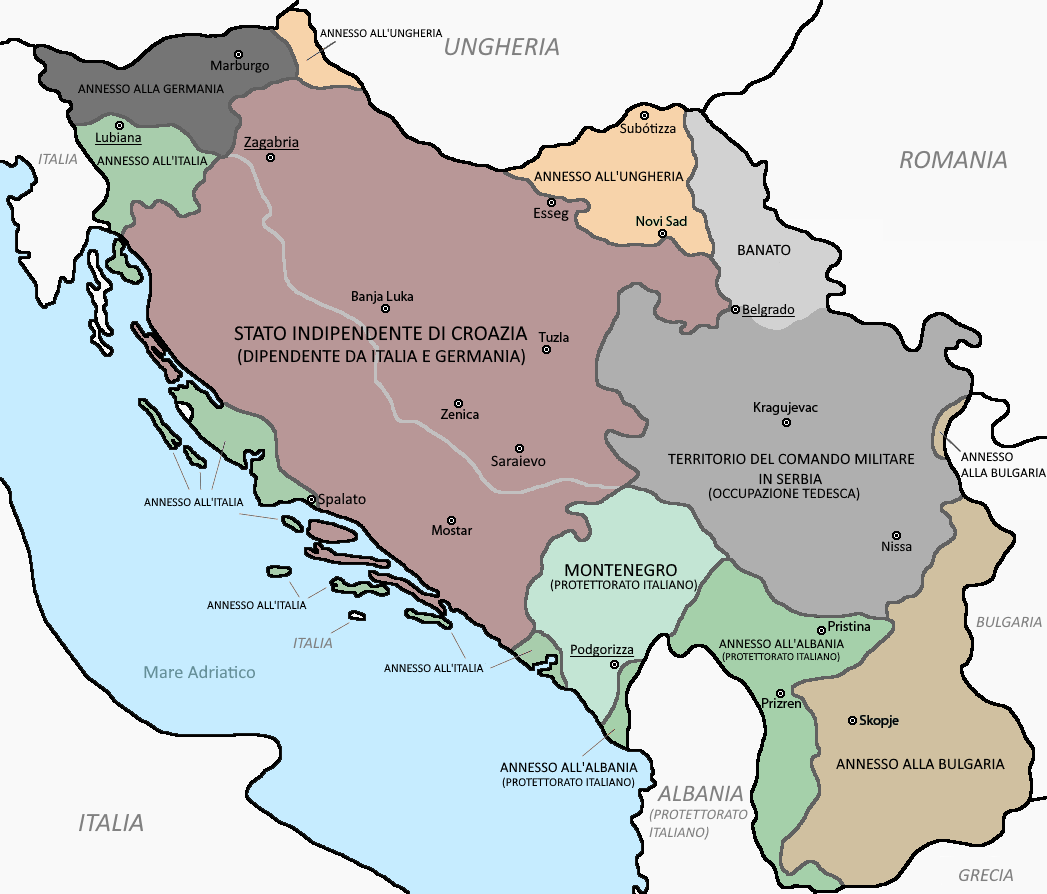
Divisione della Jugoslavia dopo la sua invasione da parte delle potenze dell'Asse

Con la fine delle ostilità il paese slavo venne suddiviso tra le forze italiane, tedesche, ungheresi e, in seguito, bulgare. Come mostra la carta qui a fianco:
- la Germania si annesse la parte nord-orientale della Slovenia e sottopose a un regime di occupazione militare il Banato, la Serbia centrale e parte del Kosovo settentrionale (territorio del comandante militare in Serbia);
- l'Italia si annesse la parte sud-occidentale della Slovenia (in cui venne istituita la provincia di Lubiana), la parte nord-occidentale della Banovina di Croazia (congiunta alla provincia di Fiume), parte della Dalmazia e la zona della Bocche di Cattaro (che assieme a Zara, già italiana, andarono a costituire il governatorato della Dalmazia); il Kosovo, la Macedonia occidentale ed alcune zone nel Montenegro meridionale furono annesse al Regno d'Albania, in unione personale con l'Italia;
- l'Ungheria si annesse il settore occidentale della Voivodina (Bačka), il Prekmurje sloveno e alcuni piccoli territori in Croazia (ovvero nel Medjimurje e nella Baranja), tutte terre sottratte al Regno d'Ungheria con il trattato del Trianon alla fine della prima guerra mondiale, con cospicue minoranze magiare ma a maggioranza slava;
- alla Bulgaria venne assegnata la gran parte della Macedonia, dove vennero create le nuove provincie di Bitola e di Skopje, oltre ad alcune zone nella Serbia orientale;
- a Zagabria venne proclamata l'indipendenza dello Stato Indipendente di Croazia, stato fantoccio di Italia e Germania, sotto la guida del capo del partito ustascia Ante Pavelić; lo Stato era esteso su gran parte delle attuali Croazia e Bosnia ed Erzegovina;
- anche in Serbia, sotto la guida del generale Milan Nedić, venne creato uno Stato fantoccio sotto controllo militare tedesco;
- il Regno del Montenegro divenne uno Stato fantoccio dell'Italia.